# 리차드 루꼴로

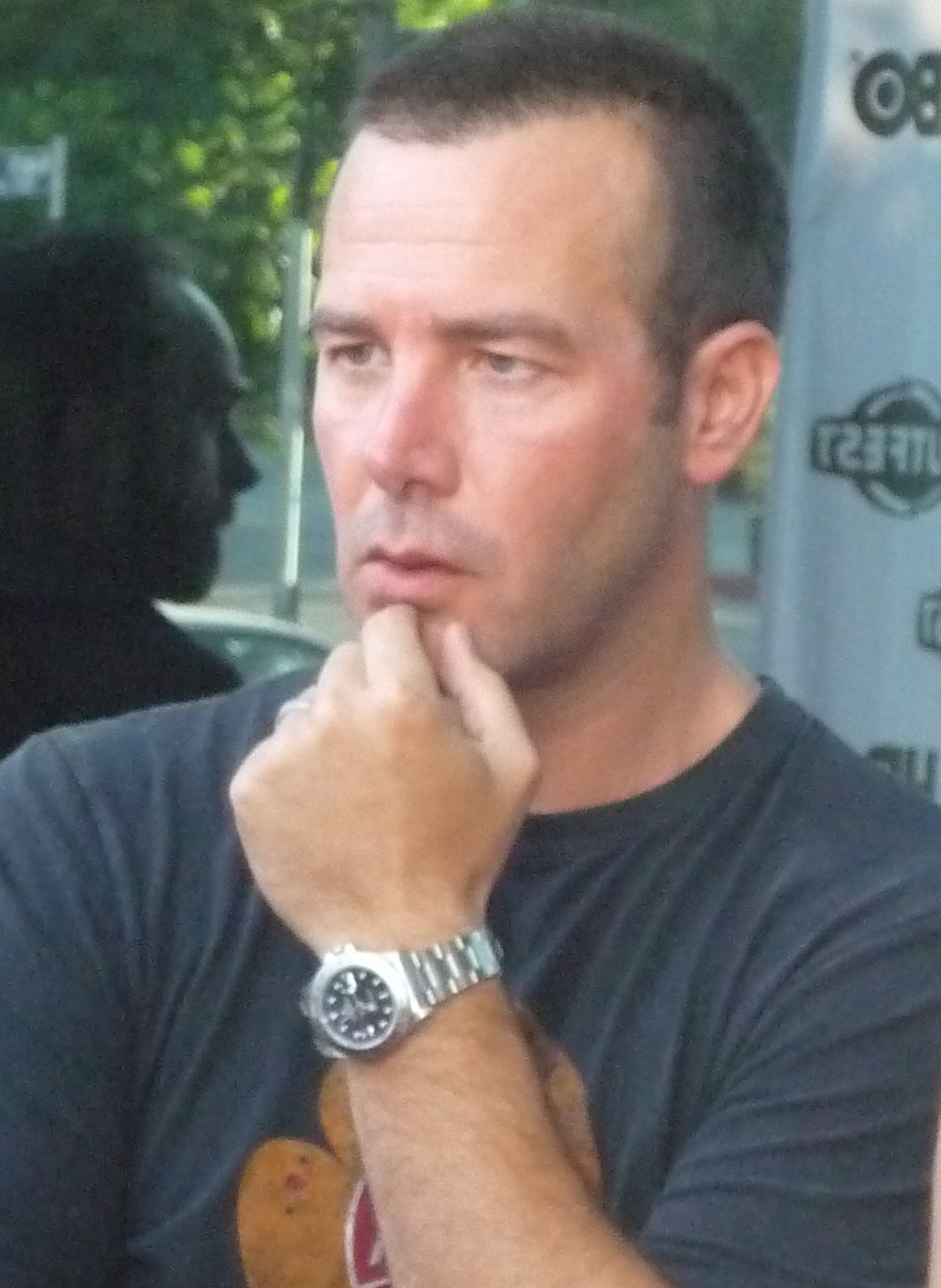

리처드 루콜로(Richard Ruccolo, 1972년 3월 2일 ~ )는 미국의 배우이다.

## 출연 작품
- 클라라스 데들리 시크릿 (2013년) - 마이크 역
- A Nanny for Christmas (2010)
- 올 오버 더 가이 (2001년)
- 럭 오브 드로 (2000년)

### 텔레비전
- 리짓 시즌2
- 조이 (2004년)
- 남자 둘, 여자 하나 (1998년) - 피트 던빌 역